# Gran Premio del Canada 2025
Il Gran Premio del Canada 2025 è stata la decima prova della stagione 2025 del campionato mondiale di Formula 1. La gara si è corsa domenica 15 giugno sul circuito Gilles Villeneuve di Montréal ed è stata vinta dal britannico George Russell su Mercedes, al quarto successo in carriera; Russell ha preceduto all'arrivo l'olandese Max Verstappen su Red Bull Racing-Honda RBPT e il compagno di scuderia, l'italiano Andrea Kimi Antonelli.
Per Russell è il primo hat trick (pole position, giro veloce e vittoria) in carriera in Formula 1. All'intero weekend di gara hanno assistito 352 000 spettatori, nuovo record per il Gran Premio del Canada sul circuito Gilles Villeneuve. Il precedente primato apparteneva all'edizione del 2024, caratterizzata da una presenza di 350 000 spettatori nel fine settimana.

## Vigilia

### Aspetti tecnici
Per questo Gran Premio la Pirelli, fornitore unico degli pneumatici, offre la scelta tra gomme di mescola C4, C5 e C6, la tipologia di mescole più morbide dell'intera gamma di coperture messe a disposizione dall'azienda italiana. La Pirelli seleziona questa tipologia per la terza gara del campionato dopo quanto avvenuto nei Gran Premi dell'Emilia-Romagna e di Monaco, e per la prima volta per questo appuntamento. La terna di mescole scelta rappresenta uno step più morbido rispetto all'edizione precedente della gara.
La Federazione conferma le tre zone del Drag Reduction System in uso dall'edizione del 2018 della gara quando l'organo mondiale dell'automobilismo decise di aumentare sul circuito di Montréal a tre i tratti in cui utilizzare il dispositivo mobile. I piloti possono attivare l'ala mobile posteriore sul rettilineo principale dei box e sul rettilineo compreso tra la curva 12 e la curva 13, con un unico punto di determinazione del distacco tra i piloti, posto dopo la curva 9, e tra le curve 7 e 8, il nuovo tratto aggiuntivo introdotto in seguito, con punto per la determinazione del distacco fra piloti posto dopo la curva 5.
Dopo il precedente Gran Premio di Spagna, tra le prime dieci vetture classificate è stata sorteggiata la Ferrari del terzo classificato Charles Leclerc per le verifiche tecniche. Le ispezioni hanno riguardato l'impianto frenante posteriore. Tutti gli elementi ispezionati sono risultati essere conformi al regolamento tecnico.
Rispetto all'edizione del 2024, il circuito è oggetto di modifiche. Il sistema di drenaggio è stato migliorato alle curve 2, 8, 10 e 13. La superficie della pista è stata levigata alla curva 12 nella zona prima della linea di attivazione del DRS per rimuovere una disconnessione. La via di fuga dietro gli apici delle curve 8 e 9 è stata riqualificata e un percorso asfaltato è stato creato. La larghezza della linea bianca alle curve 4, 8 e 14 è stata riallineata a 1,8 metri dal muretto, e ne è stata aggiunta una blu dietro la curva 14. Il muro in cemento sul lato destro alla curva 10 è stato esteso.
La direzione gara stabilisce che qualsiasi pilota che non percorre correttamente la curva 1 e utilizza la via di fuga sul lato destro, deve rientrare in pista all'estremità dell'asfalto nella via di fuga all'ingresso della curva 2. Se i piloti non percorrono correttamente le curve 9 e 13, transitando alla sinistra del cordolo arancione posto all'apice delle due curve, deve tenersi completamente a sinistra dell'indicazione arancione posizionata all'uscita di entrambe le curve, e ricongiungersi al tracciato all'estremità della via di fuga in asfalto. Prima della terza sessione di prove libere del sabato, la zona della via di fuga della curva 13 all'altezza della fine della zona verniciata arancione viene dipinta di nero.

### Aspetti sportivi
Il Gran Premio rappresenta il decimo appuntamento della stagione a distanza di due settimane dalla nona prova col Gran Premio di Spagna. Dopo il terzo appuntamento consecutivo in Europa, il mondiale effettua la seconda trasferta oltreoceano per la seconda prova in America del Nord dopo il Gran Premio di Miami. Il Gran Premio del Canada è la seconda di tre prove programmate a giugno e si disputa in questo mese ininterrottamente dall'edizione del 1982. In questo campionato l'appuntamento di Montréal viene nuovamente invertito col Gran Premio di Spagna. Il campionato disputa un appuntamento sulla tipologia di tracciato permanente per la seconda gara di fila. Il contratto per l'inserimento della gara nel calendario mondiale, sempre sul circuito di Montréal, è stato rinnovato nel mese di aprile 2021 fino alla stagione 2031. Il Gran Premio è sponsorizzato dalla Pirelli, fornitore degli pneumatici del campionato, come accaduto nelle edizioni del 2019 e 2023.
Il Gran Premio del Canada vede la disputa della sessantesima edizione, la cinquantaquattresima valida per il campionato mondiale di Formula 1 e la quarantaquattresima sul circuito di Montréal, sede della gara a partire dal 1978. Il tracciato canadese, intitolato a Gilles Villeneuve, è una pista semipermanente creata sull’isola artificiale di Notre-Dame, sul fiume San Lorenzo; qui ebbero luogo l'Expo e i Giochi olimpici del 1976. L'uscita dell'ultima chicane è stata spesso teatro di incidenti, tanto che fu ribattezzata il "muro dei campioni" dopo che, nell’edizione del 1999, ben tre campioni del mondo – Damon Hill, Michael Schumacher e Jacques Villeneuve – si schiantarono sul muretto. A partire dalla prima edizione del 1967, sono state tre le sedi che hanno ospitato questo appuntamento; prima di Montréal si è corso a Mont-Tremblant, sede per due edizioni, e successivamente a Mosport Park, per otto volte.
Dopo la nona gara del campionato, l'australiano Oscar Piastri della McLaren conduce la classifica piloti con 186 punti, dieci davanti al compagno di scuderia, il britannico Lando Norris, secondo, e 49 di margine dall'olandese Max Verstappen della Red Bull Racing. In classifica costruttori, la McLaren comanda la graduatoria con 362 punti, seguita dalla Ferrari con 165 e della Mercedes con 159. La Haas prende parte al duecentesimo Gran Premio e per l'occasione corre con una speciale livrea direttamente ispirata a quella della VF-16 dell'esordio nel Gran Premio d'Australia 2016. L'Alpine corre la centesima gara nella categoria e per il giapponese Yūki Tsunoda della Red Bull Racing è la centesima partecipazione a un Gran Premio. Il neozelandese Liam Lawson e il francese Isack Hadjar della Racing Bulls, l'italiano Andrea Kimi Antonelli della Mercedes, l'argentino Franco Colapinto dell'Alpine, il britannico Oliver Bearman della Haas, e il brasiliano Gabriel Bortoleto della Sauber corrono per la prima volta sul circuito di Montréal.
L'ex pilota di Formula 1, il britannico Derek Warwick, è nominato commissario aggiunto per la gara. Ha svolto già in passato tale funzione, l'ultima nel Gran Premio di Miami. Warwick fu designato commissario aggiunto anche nelle edizioni del 2016 e del 2024. Inizialmente era stato nominato l'ex pilota Enrique Bernoldi, che aveva svolto tale funzione per l'ultima volta al Gran Premio d'Arabia Saudita, e fu designato commissario aggiunto anche nell'edizione 2023. Per questo appuntamento, in cui la Federazione prevede elevati carichi di lavoro, in base a quanto previsto dal nuovo regolamento, l'organo mondiale dell'automobilismo nomina quattro commissari sportivi, invece dei tradizionali tre, ai quali si aggiunge il commissario nominato dalla Federazione nazionale del luogo in cui si svolge l'evento. Dopo la prima sessione di prove libere del venerdì, la Federazione sospende il commissario aggiunto Warwick, a causa di alcune dichiarazioni non autorizzate rilasciate dall'ex pilota, che sono state ritenute non appropriate. Il suo posto, per il resto del weekend di gara, viene nuovamente preso da Bernoldi, il quale lavora dal centro operativo remoto di Ginevra, in Svizzera. È la casa automobilistica tedesca Mercedes a fornire la safety car e la medical car, come nel precedente Gran Premio di Spagna.

## Prove

### Resoconto
Prima dell'inizio della prima sessione di prove libere del venerdì, sulla vettura di George Russell, Andrea Kimi Antonelli e Fernando Alonso viene installata la terza unità relativa al motore a combustione interna, al turbocompressore, all'MGU-H, all'MGU-K e all'impianto di scarico. Sulla vettura di Liam Lawson viene installata la quarta unità dei primi tre componenti, e la quarta unità relativa all'impianto di scarico. Tutti i piloti non sono penalizzati sulla griglia di partenza in quanto i nuovi componenti installati rientrano tra quelli utilizzabili nel numero massimo stabilito dal regolamento tecnico.
Al termine della seconda sessione, George Russell viene convocato dai commissari sportivi per non aver seguito le istruzioni stabilite dalla direzione gara riguardo la mancata percorrenza della curva 14. Il pilota britannico della Mercedes riceve un avvertimento legato alla guida.
La McLaren è stata multata di 100 euro da parte della Federazione in quanto Oscar Piastri ha superato la velocità massima stabilita dentro la corsia dei box, durante la prima sessione, mentre la Williams è stata sanzionata con la stessa cifra in quanto Alexander Albon è stato autore della stessa infrazione, durante la seconda sessione.
Prima della terza sessione di prove libere sulla vettura di Charles Leclerc viene sostituita la cellula di sopravvivenza dopo l'incidente nella prima sessione. Sulla vettura del monegasco e di Lewis Hamilton viene installata la terza unità relativa al motore a combustione interna, al turbocompressore, all'MGU-H e all'MGU-K, e la quarta unità relativa all'impianto di scarico. Entrambi i piloti della Ferrari non sono penalizzati sulla griglia di partenza in quanto i nuovi componenti installati rientrano tra quelli utilizzabili nel numero massimo stabilito dal regolamento tecnico.
Al termine della sessione, Yūki Tsunoda e Gabriel Bortoleto vengono convocati dai commissari sportivi per aver superato sotto il regime di bandiera rossa rispettivamente Oscar Piastri e Oliver Bearman. Il pilota giapponese della Red Bull Racing viene penalizzato di dieci posizioni sulla griglia di partenza e di due punti sulla superlicenza; quello brasiliano della Sauber non riceve sanzioni.
La Mercedes è stata multata in due occasioni di 100 euro da parte della Federazione in quanto George Russell ha superato la velocità massima stabilita dentro la corsia dei box.

### Risultati
Nella prima sessione del venerdì si è avuta questa situazione:
| Pos | Nº | Pilota           | Costruttore                | Tempo    | Gap    | Giri |
| --- | -- | ---------------- | -------------------------- | -------- | ------ | ---- |
| 1   | 1  | Max Verstappen   | Red Bull Racing-Honda RBPT | 1'13"193 |        | 28   |
| 2   | 23 | Alexander Albon  | Williams-Mercedes          | 1'13"232 | +0"039 | 28   |
| 3   | 55 | Carlos Sainz Jr. | Williams-Mercedes          | 1'13"275 | +0"082 | 31   |

Nella seconda sessione del venerdì si è avuta questa situazione:
| Pos | Nº | Pilota                | Costruttore      | Tempo    | Gap    | Giri |
| --- | -- | --------------------- | ---------------- | -------- | ------ | ---- |
| 1   | 63 | George Russell        | Mercedes         | 1'12"123 |        | 33   |
| 2   | 4  | Lando Norris          | McLaren-Mercedes | 1'12"151 | +0"028 | 32   |
| 3   | 12 | Andrea Kimi Antonelli | Mercedes         | 1'12"411 | +0"288 | 33   |

Nella sessione del sabato si è avuta questa situazione:
| Pos | Nº | Pilota          | Costruttore      | Tempo    | Gap    | Giri |
| --- | -- | --------------- | ---------------- | -------- | ------ | ---- |
| 1   | 4  | Lando Norris    | McLaren-Mercedes | 1'11"799 |        | 24   |
| 2   | 16 | Charles Leclerc | Ferrari          | 1'11"877 | +0"078 | 29   |
| 3   | 63 | George Russell  | Mercedes         | 1'11"950 | +0"151 | 20   |

## Qualifiche

### Resoconto
Prima delle qualifiche, sulla vettura di Oliver Bearman viene installata la seconda unità relativa alla centralina. Il pilota britannico della Haas non è penalizzato sulla griglia di partenza in quanto il nuovo componente installato rientra tra quelli utilizzabili nel numero massimo stabilito dal regolamento tecnico.
George Russell conquista la sesta pole position in carriera e la seconda consecutiva nel Gran Premio del Canada. Per la Mercedes è la centoquarantaduesima partenza in prima posizione, la sesta complessiva in questo appuntamento e la seconda consecutiva. Verstappen è secondo, alla settantottesima prima fila in carriera, la quinta in stagione e la quarta sul circuito di Montréal. L'olandese ha vinto da questa posizione nell'edizione precedente. Piastri è il terzo più veloce, non avendo mai vinto partendo da questa posizione.
Antonelli, quarto, ottiene il miglior risultato in qualifica dopo il terzo posto nel Gran Premio di Miami. Quinto, Hamilton eguaglia la miglior partenza per un Gran Premio alla guida della Ferrari. Per la scuderia italiana è la migliore partenza in Canada dal 2022. Alonso parte nei primi sei in questo appuntamento per la quarta edizione consecutiva. Per lo spagnolo è la terza partenza nelle prime sei posizioni nelle ultime quattro gare. Norris è settimo, ma i piloti partiti da questa posizione hanno vinto più volte a Montréal in questo secolo, per due volte, rispetto a quelli partiti dalla terza, quarta e quinta posizione messi insieme. Il britannico ha concluso a podio solamente per due volte quando è partito oltre le prime sei posizioni. L'ottava posizione è la miglior qualifica per Leclerc in Canada dal 2022. Il monegasco è qualificato dietro al compagno Hamilton per due gare di seguito per la prima volta. Hadjar è il nono pilota più rapido; il francese è partito da questa posizione per tre volte nelle ultime quattro gare. Albon è qualificato decimo come nell'edizione precedente, mentre Colapinto, con l'undicesima posizione, si assicura la miglior partenza con l'Alpine. Hülkenberg parte undicesimo alla luce della penalità inflitta a Tsunoda, alla miglior partenza dal Gran Premio di Cina. Bearman è qualificato davanti al compagno Ocon per la quarta volta nel 2025, mentre Bortoleto manca l'accesso alla Q2 per soli 0"007. Sainz subisce due eliminazioni consecutive nel Q1, senza essere mai stato eliminato nella prima fase dal Gran Premio di Abu Dhabi 2023. Stroll è eliminato in Q1 per la sesta volta in stagione, ma ha ottenuto punti in tre Gran Premi del Canada dopo essere stato eliminato nella prima fase. Per Lawson è la peggiore qualifica dal Gran Premio di Cina, mentre Gasly è qualificato ultimo, il che significa che per la seconda volta nelle ultime tre gare l'Alpine ha la vettura più lenta in qualifica.
Russell, alla sedicesima prima fila in carriera, è il quarto poleman del campionato dopo Piastri, Verstappen e Norris. Egli termina e un digiuno di partenze a palo di dieci Gran Premi. Per la prima volta in britannico conquista più pole position sulla stessa pista. La Mercedes è il terzo costruttore del 2025 che parte in prima posizione dopo la McLaren e la Red Bull Racing. Per la casa tedesca è la duecentoquarantesima partenza al palo come fornitore di motori. Russell e Verstappen condividono la prima fila per la settima volta, e per la seconda edizione consecutiva della gara. Tre scuderia differenti occupano le prime tre posizioni e per la prima volta in stagione la McLaren non occupa la prima fila. Il tempo della pole position di 1'10"899, alla media di 221,436 km/h, rappresenta il secondo tempo più rapido sul circuito canadese dietro al primato di Sebastian Vettel con 1'10"240, alla media di 223,514 km/h, dell'edizione 2019. Nel Q1 il distacco tra i piloti è stato di soli 0"841, poco più degli 0"834 registrati nel precedente Gran Premio di Spagna.
Sono stati cancellati sette tempi dai commissari sportivi ai piloti per non aver rispettato i limiti della pista, durante le qualifiche. Si sono visti cancellare il tempo due volte Lewis Hamilton (curve 2 e 9), una volta Oliver Bearman (curva 2), Alexander Albon (curva 14), Andrea Kimi Antonelli (curva 2), Max Verstappen e Lando Norris (curva 14). Isack Hadjar (secondo, quarto e quinto giro in Q1), Bearman (quarto e decimo giro in Q1), Hamilton (terzo, quinto e undicesimo giro in Q1), Albon (quinto e decimo giro in Q1), Antonelli (quarto e decimo giro in Q1), Gabriel Bortoleto (quinto e sesto giro in Q1), Charles Leclerc (quarto, ottavo e undicesimo giro in Q1), Lando Norris (quarto giro in Q1), George Russell (quinto e decimo giro in Q1), Nico Hülkenberg (sesto giro in Q1), Oscar Piastri (quarto e ottavo giro in Q1, e diciannovesimo in Q3), Liam Lawson (sesto giro in Q1), Yūki Tsunoda (quinto e decimo giro in Q1), Fernando Alonso (ottavo giro in Q1), Lance Stroll (nono giro in Q1), Carlos Sainz Jr. (decimo e quattordicesimo giro in Q1), Esteban Ocon (decimo giro in Q1), Pierre Gasly (undicesimo giro in Q1) e Franco Colapinto (ventesimo giro in Q2) non ricevono sanzioni da parte dei commissari sportivi, per non aver rispettato le istruzioni stabilite dalla direzione gara. Tutti i piloti hanno superato il tempo limite di un minuto e ventuno secondi valevole tra la seconda linea della safety car e la prima di essa.
Al termine delle qualifiche, Isack Hadjar e Carlos Sainz Jr. vengono convocati dai commissari sportivi in quanto il francese ha ostacolato quello spagnolo alla curva 6, durante la Q1. Il pilota della Racing Bulls viene penalizzato di tre posizioni sulla griglia di partenza. Esteban Ocon viene convocato per non aver seguito le istruzioni stabilite dalla direzione gara riguardo alle indicazioni da seguire tra le curve 12 e 13. Il pilota francese dell'Alpine riceve una reprimenda legata alla guida, la prima della stagione.

### Risultati
Nella sessione di qualifica si è avuta questa situazione:
| Pos                         | Nº | Pilota                | Costruttore                  | Q1       | Q2       | Q3       | Griglia |
| --------------------------- | -- | --------------------- | ---------------------------- | -------- | -------- | -------- | ------- |
| 1                           | 63 | George Russell        | Mercedes                     | 1'12"075 | 1'11"570 | 1'10"899 | 1       |
| 2                           | 1  | Max Verstappen        | Red Bull Racing-Honda RBPT   | 1'12"054 | 1'11"638 | 1'11"059 | 2       |
| 3                           | 81 | Oscar Piastri         | McLaren-Mercedes             | 1'11"939 | 1'11"715 | 1'11"120 | 3       |
| 4                           | 12 | Andrea Kimi Antonelli | Mercedes                     | 1'12"279 | 1'11"974 | 1'11"391 | 4       |
| 5                           | 44 | Lewis Hamilton        | Ferrari                      | 1'11"952 | 1'11"885 | 1'11"526 | 5       |
| 6                           | 14 | Fernando Alonso       | Aston Martin Aramco-Mercedes | 1'12"073 | 1'11"805 | 1'11"586 | 6       |
| 7                           | 4  | Lando Norris          | McLaren-Mercedes             | 1'11"826 | 1'11"599 | 1'11"625 | 7       |
| 8                           | 16 | Charles Leclerc       | Ferrari                      | 1'12"038 | 1'11"626 | 1'11"682 | 8       |
| 9                           | 6  | Isack Hadjar          | Racing Bulls-Honda RBPT      | 1'12"211 | 1'12"003 | 1'11"867 | 12      |
| 10                          | 23 | Alexander Albon       | Williams-Mercedes            | 1'12"090 | 1'11"892 | 1'11"907 | 9       |
| 11                          | 22 | Yūki Tsunoda          | Red Bull Racing-Honda RBPT   | 1'12"334 | 1'12"102 | N.D.     | 18      |
| 12                          | 43 | Franco Colapinto      | Alpine-Renault               | 1'12"234 | 1'12"142 | N.D.     | 10      |
| 13                          | 27 | Nico Hülkenberg       | Kick Sauber-Ferrari          | 1'12"323 | 1'12"183 | N.D.     | 11      |
| 14                          | 87 | Oliver Bearman        | Haas-Ferrari                 | 1'12"306 | 1'12"340 | N.D.     | 13      |
| 15                          | 31 | Esteban Ocon          | Haas-Ferrari                 | 1'12"378 | 1'12"634 | N.D.     | 14      |
| 16                          | 5  | Gabriel Bortoleto     | Kick Sauber-Ferrari          | 1'12"385 | N.D.     | N.D.     | 15      |
| 17                          | 55 | Carlos Sainz Jr.      | Williams-Mercedes            | 1'12"398 | N.D.     | N.D.     | 16      |
| 18                          | 18 | Lance Stroll          | Aston Martin Aramco-Mercedes | 1'12"517 | N.D.     | N.D.     | 17      |
| 19                          | 30 | Liam Lawson           | Racing Bulls-Honda RBPT      | 1'12"525 | N.D.     | N.D.     | PL      |
| 20                          | 10 | Pierre Gasly          | Alpine-Renault               | 1'12"667 | N.D.     | N.D.     | PL      |
| Tempo limite 107%: 1'16"853 |    |                       |                              |          |          |          |         |

In grassetto sono indicate le migliori prestazioni in Q1, Q2 e Q3.

## Gara

### Resoconto
Prima della gara, sulla vettura di Liam Lawson viene installata la quinta unità relativa al motore a combustione interna, al turbocompressore e all'MGU-H, la quarta unità relativa all'MGU-K, la terza unità relativa al sistema di recupero dell'energia e alla centralina, e la sesta unità relativa all'impianto di scarico. Sulla vettura di Pierre Gasly viene installata la terza unità relativa al sistema di recupero dell'energia e alla centralina. Il neozelandese della Racing Bulls e il francese dell'Alpine, qualificatisi rispettivamente in diciannovesima e ventesima posizione, sono costretti a partire dalla pit lane in quanto le sue vetture sono state modificate sotto il regime di parco chiuso e nuovi componenti della power unit sono state installati.
George Russell vince il quarto Gran Premio in carriera. Per la Mercedes è la centotrentesima vittoria della propria storia, la quinta complessiva nel Gran Premio del Canada, e la prima da quella dell'edizione 2019 con Hamilton. Verstappen, secondo, termina una striscia di tre vittorie consecutive in questa gara. Per Antonelli, terzo, è il primo podio della carriera.
Il quarto posto di Piastri segna la fine di una serie di otto podi consecutivi per l'australiano, a una lunghezza del record assoluto alla guida della McLaren stabilito da Hamilton nel 2007. Leclerc, quinto, si classifica davanti al compagno Hamilton per la nona gara del campionato su dieci disputate. Sesto, l'ex campione del mondo non segna nessun podio nelle prime dieci gare del mondiale per la prima volta in diciannove stagioni nella categoria. Alonso ottiene punti per la seconda gara consecutiva dopo non averne ottenuti nelle prime otto del 2025. Hülkenberg conclude nei primi otto per la terza volta in stagione; il tedesco è il primo pilota della Sauber a punti per due gare di fila da Valtteri Bottas nel 2022. Grazie al nono posto di Ocon, per la Haas, al duecentesimo Gran Premio, è il miglior risultato di sempre sul circuito di Montréal. Ocon ottiene punti per la quarta volta nel 2025. Sainz, decimo, termina a punti per la quinta volta nelle ultime sei gare. Norris non termina una gara per la prima volta dal Gran Premio d'Austria 2024, mentre Lawson è ritirato per la terza volta in stagione. Albon è ritirato per la seconda gara di fila.
Russell è il quarto pilota diverso a trionfare nel corso del campionato dopo Norris, Piastri e Verstappen, oltre a conquistare un successo nel quarto Gran Premio e circuito diverso. Per il britannico è il primo hat trick (pole position, giro veloce e vittoria) in carriera in Formula 1, per il cinquantesimo pilota differente nella storia del mondiale a segnare un hat trick. Egli segna il ventesimo podio della carriera e termina una striscia di tre vittorie consecutive di Verstappen in Canada. Russell è salito sul podio più volte in questa stagione (cinque) che in tutta la scorsa stagione (quattro) ed è il nono vincitore consecutivo del Gran Premio del Canada partendo dalla prima fila. La Mercedes è la terza scuderia diversa del campionato a vincere una gara dopo la McLaren e la Red Bull Racing, ed eguaglia il numero dei trionfi in questo appuntamento della scuderia austriaca. Per la scuderia tedesca è la prima vittoria in Canada con un pilota diverso da Hamilton. Il team di Brackley riguadagna la seconda posizione ai danni della Ferrari nel campionato costruttori. È la duecentotrentesima vittoria per una vettura spinta da propulsori Mercedes. La Red Bull Racing è a quattro lunghezze dal record della Ferrari del maggior numero di Gran Premi consecutivi a punti. Antonelli è il duecentodiciassettesimo pilota a podio nella storia del mondiale, e il terzo più giovane di sempre, all'età di 18 anni, 9 mesi e 21 giorni. Egli è il ventinovesimo italiano a podio nella storia della categoria, il primo dopo Jarno Trulli nel Gran Premio del Giappone 2009, e il primo nel Gran Premio del Canada da Giancarlo Fisichella nell'edizione 2000.
Il premio del pilota del giorno è assegnato ad Antonelli per la seconda volta in stagione. È stato il sesto più veloce Gran Premio del Canada con la configurazione della pista a partire dall'edizione 2002, corso alla media di 199,353 km/h. La corsa, condotta da ben cinque piloti e con otto a pieni giri, viene vinta per la ventiduesima volta sul circuito di Montréal (50%). È stata la diciassettesima corsa della storia del mondiale completata sotto il regime di safety car, e per la quarta volta in questo appuntamento, la prima dopo quella dell'edizione 2014. Russell, Verstappen e Antonelli condividono il podio per la prima volta. Il britannico e l'olandese concludono la gara nelle prime due posizioni per la terza volta, ma è la prima volta che il pilota della Mercedes è il vincitore. Piastri conduce il mondiale con ventidue punti di margine sul compagno Norris, mentre la McLaren ha un margine di 175 punti sulla Mercedes nei costruttori.
Sono stati cancellati dieci tempi dai commissari sportivi ai piloti per non aver rispettato i limiti della pista, durante la gara. Si sono visti cancellare il tempo tre volte Oliver Bearman (curva 14), due volte volte Isack Hadjar (curva 14), una volta Alexander Albon (curva 9), Andrea Kimi Antonelli, Pierre Gasly, Carlos Sainz Jr. e Charles Leclerc (curva 14).

### Risultati
I risultati del Gran Premio sono i seguenti:
| Pos | Nº | Pilota                | Costruttore                  | Giri | Tempo/Ritiro              | Griglia | Punti |
| --- | -- | --------------------- | ---------------------------- | ---- | ------------------------- | ------- | ----- |
| 1   | 63 | George Russell        | Mercedes                     | 70   | 1h31'52"688               | 1       | 25    |
| 2   | 1  | Max Verstappen        | Red Bull Racing-Honda RBPT   | 70   | +0"228                    | 2       | 18    |
| 3   | 12 | Andrea Kimi Antonelli | Mercedes                     | 70   | +1"014                    | 4       | 15    |
| 4   | 81 | Oscar Piastri         | McLaren-Mercedes             | 70   | +2"109                    | 3       | 12    |
| 5   | 16 | Charles Leclerc       | Ferrari                      | 70   | +3"442                    | 8       | 10    |
| 6   | 44 | Lewis Hamilton        | Ferrari                      | 70   | +10"713                   | 5       | 8     |
| 7   | 14 | Fernando Alonso       | Aston Martin Aramco-Mercedes | 70   | +10"972                   | 6       | 6     |
| 8   | 27 | Nico Hülkenberg       | Kick Sauber-Ferrari          | 70   | +15"364                   | 11      | 4     |
| 9   | 31 | Esteban Ocon          | Haas-Ferrari                 | 69   | +1 giro                   | 14      | 2     |
| 10  | 55 | Carlos Sainz Jr.      | Williams-Mercedes            | 69   | +1 giro                   | 16      | 1     |
| 11  | 87 | Oliver Bearman        | Haas-Ferrari                 | 69   | +1 giro                   | 13      |       |
| 12  | 22 | Yūki Tsunoda          | Red Bull Racing-Honda RBPT   | 69   | +1 giro                   | 18      |       |
| 13  | 43 | Franco Colapinto      | Alpine-Renault               | 69   | +1 giro                   | 10      |       |
| 14  | 5  | Gabriel Bortoleto     | Kick Sauber-Ferrari          | 69   | +1 giro                   | 15      |       |
| 15  | 10 | Pierre Gasly          | Alpine-Renault               | 69   | +1 giro                   | PL      |       |
| 16  | 6  | Isack Hadjar          | Racing Bulls-Honda RBPT      | 69   | +1 giro                   | 12      |       |
| 17  | 18 | Lance Stroll          | Aston Martin Aramco-Mercedes | 69   | +1 giro                   | 17      |       |
| 18  | 4  | Lando Norris          | McLaren-Mercedes             | 66   | Collisione con O. Piastri | 7       |       |
| Rit | 30 | Liam Lawson           | Racing Bulls-Honda RBPT      | 53   | Surriscaldamento          | PL      |       |
| Rit | 23 | Alexander Albon       | Williams-Mercedes            | 46   | Motore                    | 9       |       |

## Classifiche mondiali

### Piloti
| Pos | Pilota                | Punti |
| --- | --------------------- | ----- |
| 1   | Oscar Piastri         | 198   |
| 2   | Lando Norris          | 176   |
| 3   | Max Verstappen        | 155   |
| 4   | George Russell        | 136   |
| 5   | Charles Leclerc       | 104   |
| 6   | Lewis Hamilton        | 79    |
| 7   | Andrea Kimi Antonelli | 63    |
| 8   | Alexander Albon       | 42    |
| 9   | Esteban Ocon          | 22    |
| 10  | Isack Hadjar          | 21    |
| 11  | Nico Hülkenberg       | 20    |
| 12  | Lance Stroll          | 14    |
| 13  | Carlos Sainz Jr.      | 13    |
| 14  | Pierre Gasly          | 11    |
| 15  | Yūki Tsunoda          | 10    |
| 16  | Fernando Alonso       | 8     |
| 17  | Oliver Bearman        | 6     |
| 18  | Liam Lawson           | 4     |

### Costruttori
| Pos | Costruttore                  | Punti |
| --- | ---------------------------- | ----- |
| 1   | McLaren-Mercedes             | 374   |
| 2   | Mercedes                     | 199   |
| 3   | Ferrari                      | 183   |
| 4   | Red Bull Racing-Honda RBPT   | 162   |
| 5   | Williams-Mercedes            | 55    |
| 6   | Haas-Ferrari                 | 28    |
| 7   | Racing Bulls-Honda RBPT      | 28    |
| 8   | Aston Martin Aramco-Mercedes | 22    |
| 9   | Kick Sauber-Ferrari          | 20    |
| 10  | Alpine-Renault               | 11    |

## Decisioni della FIA
Il pilota canadese dell'Aston Martin, Lance Stroll, è stato penalizzato di dieci secondi sul tempo di gara e di due punti sulla superlicenza per aver forzato fuori dal tracciato il francese Pierre Gasly dell'Alpine in fase di duello alla curva 13. La penalità è stata scontata in gara durante una sosta ai box.
Al termine della gara, il britannico Oliver Bearman della Haas viene convocato dai commissari sportivi per non aver seguito le istruzioni stabilite dalla direzione gara riguardo le indicazioni da seguire alla curva 14. Bearman riceve un avvertimento legato alla guida. Esteban Ocon della Haas e Carlos Sainz Jr. della Williams vengono convocati in quanto il francese ha guidato irregolarmente nella corsia d'uscita dei box in una situazione che ha coinvolto lo spagnolo. Ocon non riceve sanzioni. L'australiano Oscar Piastri e il britannico Lando Norris della McLaren vengono convocati a seguito della collisione tra i due piloti sul rettilineo principale. Norris viene penalizzato di cinque secondi sul tempo di gara. La penalità non ha effetto pratico in quanto il britannico è classificato ultimo.
Il britannico George Russell della Mercedes e l'olandese Max Verstappen della Red Bull Racing vengono convocati alla luce di una protesta apportata dalla scuderia austriaca contro Russell, reo di aver frenato in modo non necessario e irregolare sotto il regime di safety car, che ha portato al sorpasso di Verstappen sul britannico. I commissari sportivi affermano che Russell ha guidato correttamente e non abbia tenuto una condotta antisportiva, frenando dove e nella misura in cui lo ha fatto. Il reclamo della Red Bull Racing viene respinto e la classifica finale del Gran Premio confermata.
L'italiano Andrea Kimi Antonelli della Mercedes, Piastri, Ocon, il monegasco Charles Leclerc della Ferrari, Sainz e Gasly ricevono un avvertimento dai commissari legato alla guida per aver superato sotto il regime di safety car dopo la bandiera a scacchi.